# Modrava

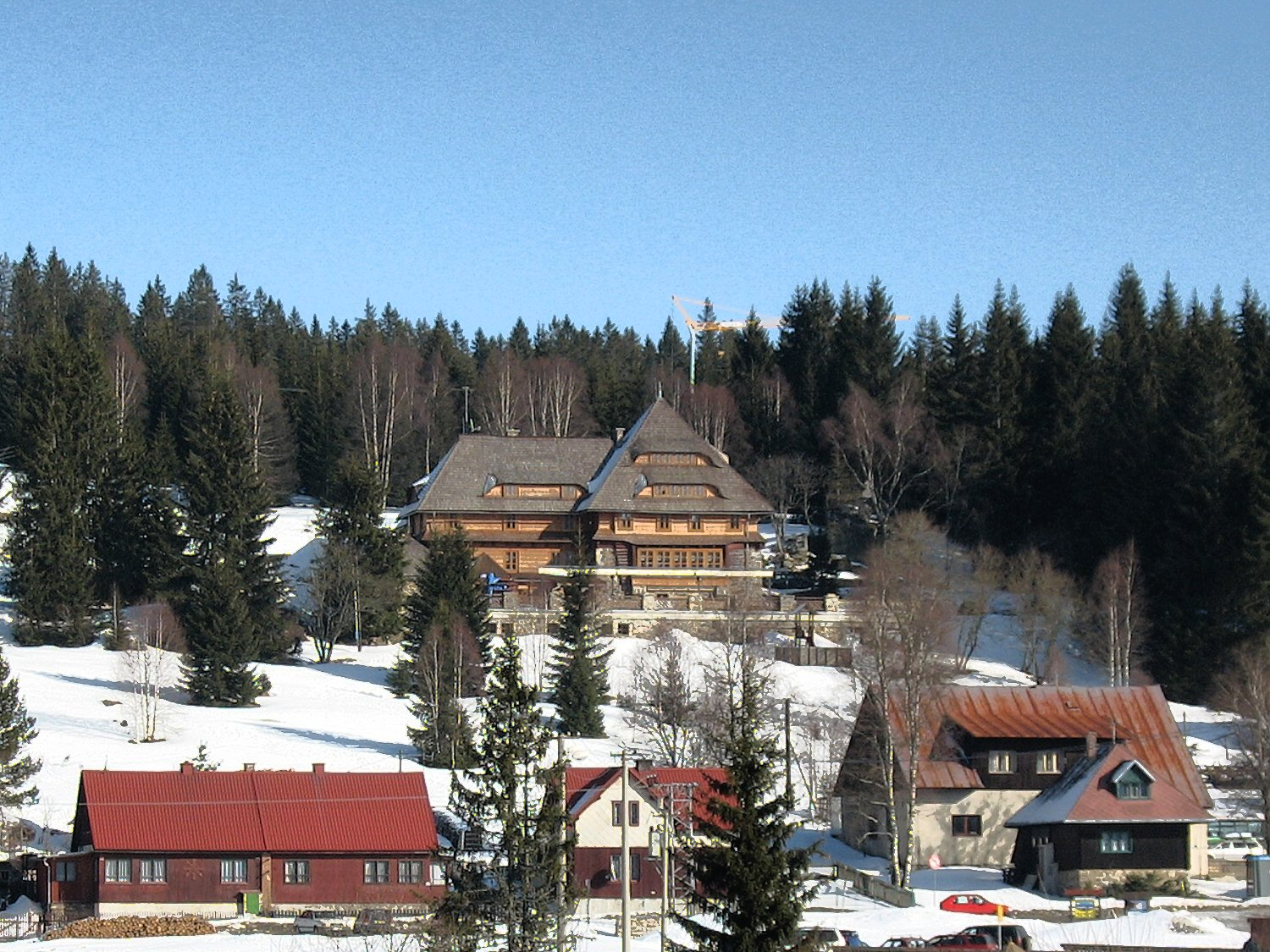
Klostermannbaude

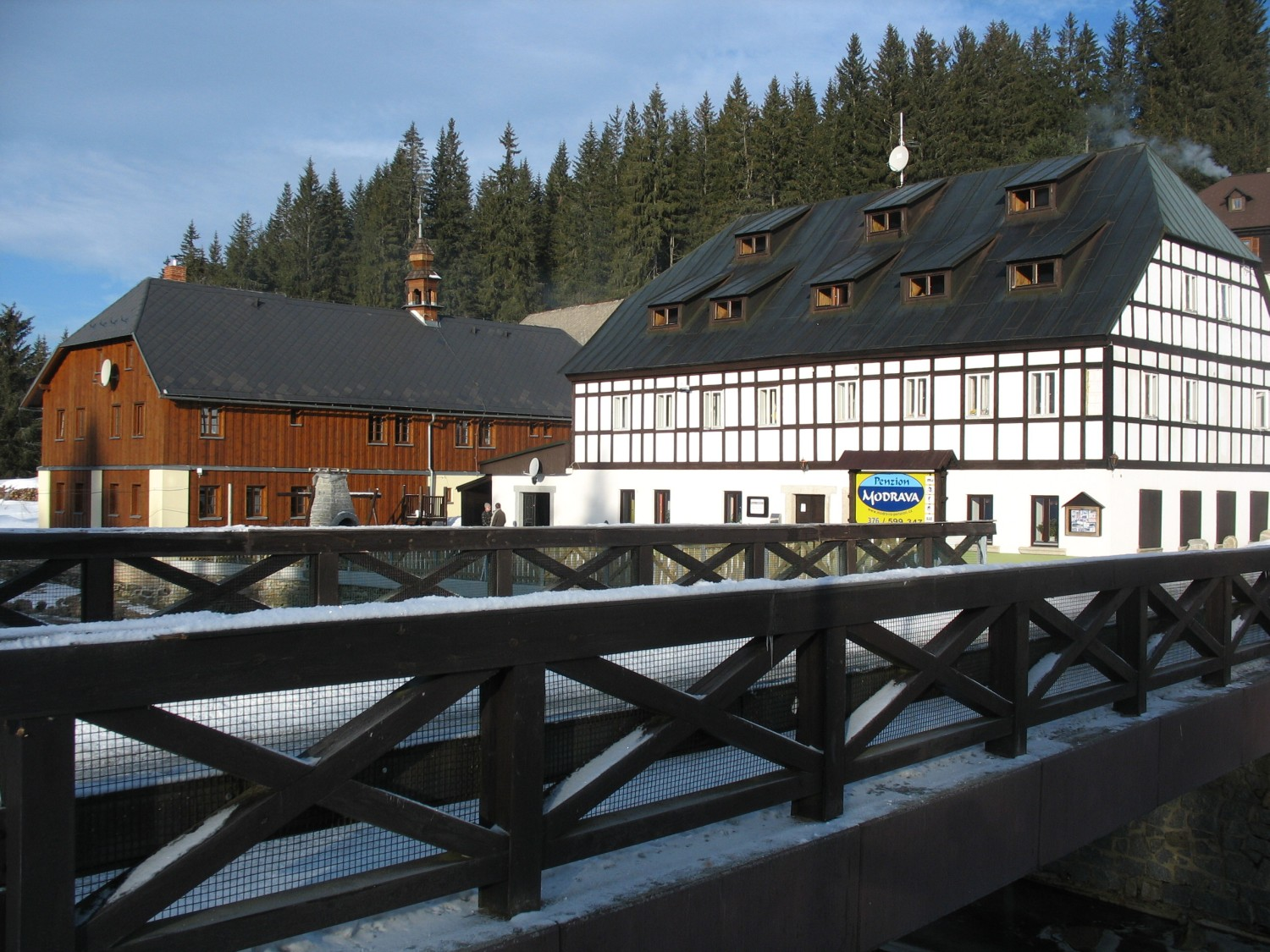
Ehemalige Bienertsäge

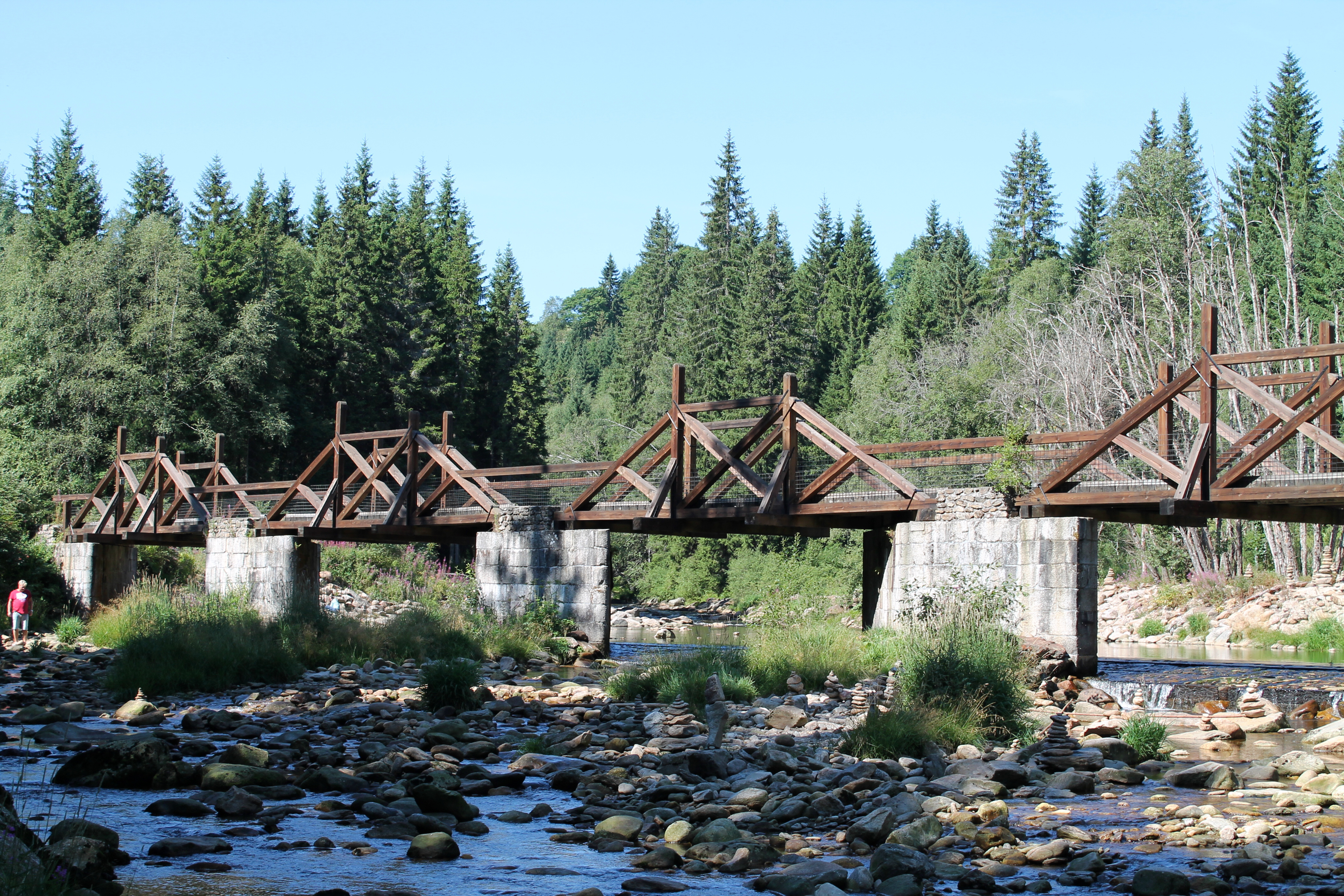
Rechelbrücke

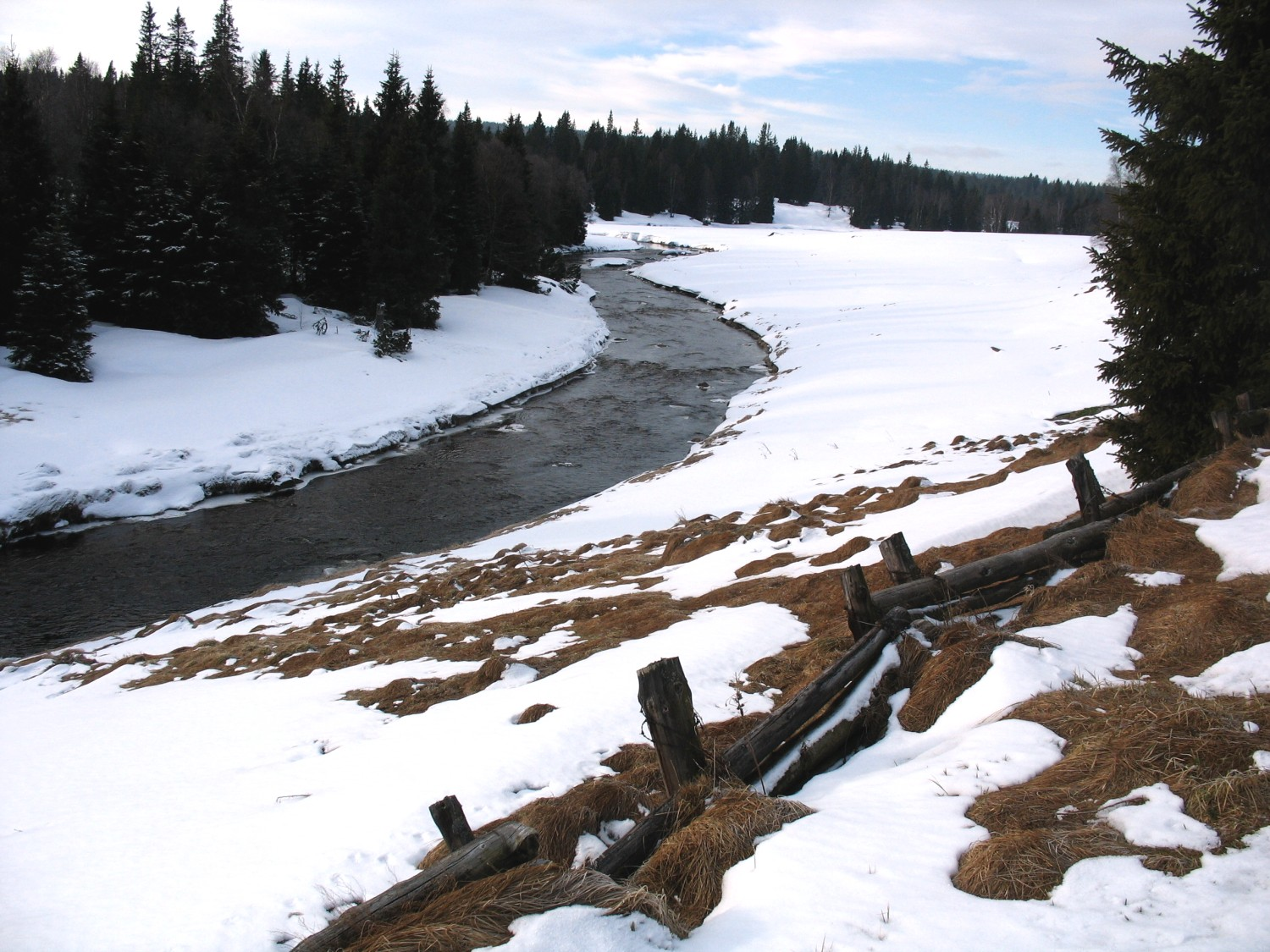
Rachelbach im Winter

Modrava (deutsch Mader) ist eine tschechische Gemeinde im Böhmerwald im Okres Klatovy.

## Geographie
Modrava liegt 13 Kilometer südlich der Stadt Kašperské Hory an der Grenze zu Deutschland. Im Ort vereinigen sich der Modravský potok (Maderbach), Roklanský potok (Rachelbach/Großer Müllerbach) und Filipohutský potok (Philippshüttenbach/Hanifbach) zur Vydra. Nordöstlich erheben sich der Sokol (Antigelberg, 1253 m), der Jelení vrch (Kainzenberg, 1176 m) und die Březová hora (Birkenberg, 1193 m), im Osten der Tetřev (Hanefberg, 1260 m), südöstlich die Lovčí skála (Steinköpfel, 1165 m), der Čertův vrch (1244 m) und die Černá hora (Schwarzberg, 1315 m), im Süden die Malá Mokrůvka (Moorkopf, 1330 m), die Velká Mokrůvka (Großer Moorberg, 1370 m) und der Lusen (1373 m), südwestlich die Studená hora (Kaltstauden, 1298 m), die Modravská hora (Plohausen, 1156 m), der Špičník (Spitzberg, 1351 m) und der Blatný vrch (Plattenhausenriegel, 1376 m) sowie im Nordwesten der Oblík (Steiningberg, 1227 m) und die Adamova hora (Adamsberg, 1077 m).

## Geschichte
Modrava entstand in den Wäldern der Herrschaft Stubenbach am alten Handelsweg Goldener Steig als Ansiedlung von Fischern. Die erste schriftliche Erwähnung der aus einzelnen Hütten bestehenden und nicht dauerhaft bewohnten Siedlung erfolgte 1614 im Zusammenhang mit der Verpachtung der Fischerei im fischreichen Maderbach. Im Jahre 1617 gestattete König Matthias II. den Säumern, die die Königsstadt Bergreichenstein im Laufe des Tages nicht mehr erreichten, die kostenlose Weidung der Saumtiere in Mader. Ab 1757 wuchs Mader zu einer von Fischern und Jägern bewohnten Streusiedlung an. Im 18. Jahrhundert dominierte hier, wie in der gesamten Region, die Glasindustrie. Im Jahre 1799 verkaufte Joseph Graf Kinsky die Herrschaft Stubenbach an Joseph II. von Schwarzenberg. Dieser ließ im selben Jahre durch seinen Forstingenieur Joseph Rosenauer zur wirtschaftlichen Verwertung des Holzreichtums der Herrschaft den Chinitz-Tettauer Schwemmkanal projektieren. Ab Anfang des 19. Jahrhunderts, mit Beginn des intensiven Holzeinschlags, ließen sich Holzfäller nieder. Zu Beginn des 19. Jahrhunderts entstanden in den Wäldern die Holzfällersiedlungen Josefstadt und Pürstling. Der unterhalb des Dorfes beginnende Chinitz-Tettauer Schwemmkanal wurde von 1801 bis 1958 zur Holztrift benutzt. Im Jahre 1827 verkaufte Joseph II. von Schwarzenberg die alte Brettsäge einschließlich der Siedlung Moder an den Warnsdorfer Unternehmer Franz Bienert, der dort seit 1826 Fichten aus der Umgebung zu Resonanzholz für Musikinstrumente verarbeitete. Bienert baute danach die Sägemühle zu einer Resonanzholzfabrik aus. Daneben errichteten die Fürsten von Schwarzenberg ein Jagdschlösschen; der Fachwerkbau mit Türmchen dient heute als Pension Bienertova pila. 1832 erwarb Franz Bienert u. a. ein zehnjähriges Privileg zur alleinigen Resonanzholzherstellung in der Monarchie.
Im Jahre 1838 bestand Moder bzw. Mader, auch Moderhäuser genannt, aus sechs Häusern mit 39 Einwohnern. Davon gehörten zwei Häuser zum Waldhwozder Gericht Neustadln. Im Ort gab es eine k.k. private Resonanzbretter-Fabrik, eine Mühle, ein Wirtshaus, ein Försterhaus und eine Grenzwächterkaserne. Pfarrort war Außergefild; die links des Großmüllerbaches gelegenen Häuser (Modrava 1.díl) waren nach Stubenbach gepfarrt. Bis zur Mitte des 19. Jahrhunderts blieb Moder nach Stubenbach untertänig.
Nach der Aufhebung der Patrimonialherrschaften bildete Mader ab 1850 einen Ortsteil der Gemeinde Stubenbach bzw. Stadlern II. Anteil im Gerichtsbezirk Bergreichenstein. In der Bienertsäge und dem Forst waren zu dieser Zeit zwischen 50 und 100 Personen beschäftigt. Im Jahre 1855 gründete Franz Bienert eine weitere Resonanzholzfabrik in Tusset. Ab 1868 gehörte Mader zum Bezirk Schüttenhofen, 1873 wurde das Dorf dem neugebildeten Gerichtsbezirk Hartmanitz zugeordnet. Die Windbrüche von 1868 und 1870 vernichteten im Böhmerwald einen Großteil der alten Bäume, so dass Franz Bienerts Witwe, die die beiden Unternehmen nach dem Tode ihres Mannes führte, das für die Resonanzholzherstellung erforderliche Stammholz von weither anfahren lassen musste. Zugleich waren mit Bienerts Tod dessen Alleinherstellungsprivilegien erloschen, dadurch musste sich die Witwe gegen eine zunehmende Konkurrenz behaupten. Im Jahre 1871 verkaufte sie beide Resonanzholzfabriken an den Fürsten Schwarzenberg, der 1880 die Produktion in der Bienertsäge einstellen und nach Tusset verlagern ließ. Das Kontorgebäude der Bienertsäge ließ er zum Jagdschlösschen umgestalten. 1924 ließ der Club tschechischer Touristen (KČT) nach Plänen von Bohuslav Fuchs die das Ortsbild prägende Klostermann-Baude errichten.
1924 lösten sich Philippshütten, Preisleiten, Pürstling, Mader und Rachelhütte von Stubenbach los und bildeten eine eigene Gemeinde, die zunächst den Namen Preisleiten trug. 1934 wurde der Gemeindename in Filipova Huť / Philippshütten geändert. Im selben Jahre wurde eine tschechische Minderheitenschule mit Kindergarten eröffnet, das Schulgebäude ist das heutige Hotel Modrava.
Nach dem Münchner Abkommen wurde Mader dem Deutschen Reich zugeschlagen. Von 1939 bis 1945 gehörte das Dorf zum bayerischen Landkreis Bergreichenstein. Nach dem Zweiten Weltkrieg verlor das Dorf fast alle seiner zumeist deutschsprachigen Einwohner. Aufgrund der Grenznähe flohen die meisten bereits, bevor die Vertreibungen den Ort erreichten. 1948 wurde Modrava nach Horská Kvilda eingemeindet und dem Okres Vimperk zugeordnet. Im Zuge der Gebietsreform von 1960 wurde die Gemeinde Modrava gebildet und dem Okres Klatovy zugeordnet. Am 1. Jänner 1980 wurde Modrava nach Srní eingemeindet. Seit dem 24. November 1990 besteht die Gemeinde Modrava wieder.
Unweit der Klostermann-Baude ließ sich der Milliardär Zdeněk Bakala 2008 ein Haus bauen. Dieses dient für den in der Schweiz wohnenden Unternehmer als sein tschechischer Erstwohnsitz, so dass sowohl seine Steuern, als auch die seiner Holding hier verbucht werden. Hierdurch gilt Modrava, aufgrund seiner wenigen Einwohner, pro Kopf als eine der reichsten Gemeinden der tschechischen Republik.

## Gemeindegliederung
Die Gemeinde Modrava besteht aus den Ortsteilen Filipova Huť (Filippshütten, auch Philippshütten), Modrava (Mader) und Vchynice-Tetov II (Chinitz-Tettau 2, früher Maderhäuser). Grundsiedlungseinheiten sind Filipova Huť, Javoří Pila (Ahornsäge), Modrava, Roklanský Les (Rachelwald) und Vchynice-Tetov II. Zu Modrava gehören außerdem die Einschichten Březník (Pürstling), Palečkovna, Roklanská hájenka (Rachelhütte), Rybárna und Tetov (Tettau).
Das Gemeindegebiet gliedert sich in die Katastralbezirke Filipova Huť, Javoří Pila, Roklanský Les und Vchynice-Tetov II. Der Kernort ist auf die Katastralbezirke Filipova Huť, Javoří Pila und Roklanský Les aufgeteilt. Auf dem Gemeindegebiet liegen die Wüstungen Josefstadt, Preisleiten und Rybárna (Fischerhütten).

## Natur und Tourismus
Westlich von Modrava in Richtung Rachel liegen die Maderer Filze (Modravské slatě), der größte Hochmoorkomplex des Böhmerwaldes mit den seit 1933 unter Schutz stehenden Mooren Rokytská slat´ (Weitfäller Filz), Rybárenská slat´ (Fischerfilz) und Mlynářská slat´ (Müllerschachtelfilz). Das mit den umliegenden Wäldern 3615 Hektar große Naturschutzgebiet mit bedeutender Auerhuhnpopulation bildet die für Besucher unzugängliche Kernzone des Nationalparks Šumava. Die Filze stellen ein großes Wasserreservoir dar, das vor allem den Rachelbach speist. Über einen Bohlenweg begehbar ist das Tříjezerní slať (Dreiseenfilz), ein nordwestlich des Orts gelegenes 19 Hektar großes Hochmoor.
Die Bergfichtenwälder südlich von Modrava wurden seit 1995 durch eine Borkenkäferkalamität zerstört, sie sind der natürlichen Wiederbewaldung überlassen. Der historische Grenzübergang Blaue Säulen (Modrý sloup) am Lusen war aus Gründen des Auerhuhnschutzes auch nach dem Fall des Eisernen Vorhangs und Beitritt Tschechiens zum Schengener Abkommen nicht passierbar. Von 2009 bis 2013 war unweit auf dem Kleinen Spitzberg ein provisorischer Grenzübertritt für Wanderer eingerichtet, welcher jedes Jahr vom 15. Juli bis 15. November geöffnet war. In der Umgebung von Modrava gibt es Langlaufloipen und Skilifte.

## Trivia
Modrava ist Namensgebend für die im Böhmerwald spielende Kriminal-Fernsehserie Policie Modrava, die von 2011 bis 2022 auf TV Nova ausgestrahlt wurde.

## Sehenswürdigkeiten
- Ehemalige Bienertsäge (Bienertova pila), der Fachwerkbau mit Türmchen dient heute als Pension
- Klostermannbaude (Klostermannova chata), erbaut 1924 durch den KČT nach Plänen von Bohuslav Fuchs. Nach dem Zweiten Weltkrieg diente sie bis 1995 als Erholungsheim der Škodawerke Pilsen. Das Kulturdenkmal wurde ab 2000 rekonstruiert und ist heute ein Erholungsobjekt.
- Ehemalige Rachelhütte (Roklanská hájenka), erbaut 1936 durch den KČT nach Plänen von Karel Houra. Die verfallene Baude liegt heute in der unzugänglichen Kernzone des Nationalparks Šumava.
- Chinitz-Tettauer Schwemmkanal
- Rechelbrücke

## Persönlichkeiten
- Karel Klostermann – Der Schriftsteller beschrieb Modrava in mehreren Erzählungen, darunter Ze světa lesních samot (Aus der Welt der Waldeinsamkeiten).
- Zdeněk Bakala – Der Unternehmer hat seit 2008 seinen tschechischen Hauptwohnsitz in Modrava.